# 변호사 쉬헐크
《변호사 쉬헐크》(영어: She-Hulk: Attorney at Law)는 디즈니+에서 2022년 8월부터 10월까지 방영된 미국의 슈퍼히어로 드라마이다. 마블 코믹스의 캐릭터 쉬헐크를 주인공으로 한 실사 작품으로, 배우 타티아나 마슬라니가 쉬헐크를 연기한다.

## 출연진
- 타티아나 마슬라니 - 제니퍼 월터스 / 쉬헐크 역
- 마크 러펄로 - 브루스 배너 / 헐크 역
- 팀 로스 - 에밀 블론스키 / 어보미네이션 역
- 진저 곤자가 - 니키 역
- 러네이 엘리스 골즈베리 - 어밀리아 역
- 자밀라 자밀 - 타이타니아 역
- 베네딕트 웡 - 웡 역

## 한국판 성우진
- 최하나 - 제니퍼 월터스 / 쉬헐크(타티아나 마슬라니)
- 사성웅 - 브루스 배너 / 헐크(마크 러펄로)
- 오인실 - 니키(진저 곤자가)
- 김보나 - 타이타니아(자밀라 자밀)
- 한만중 - 퍼그(조시 세가라)
- 임주현 - 맬러리(르네 골즈베리)
- 양석정 - 에밀 블론스키 / 어보미네이션(팀 로스)
- 손종환 - 웡(베네딕트 웡)
- 석승훈 - 홀든(스티븐 콜터)
- 박성영 - 데니스(드루 매튜스)
- 박주광 - 레커(닉 고메즈)
- 손수호 - 맷 머독 / 데어데블(찰리 콕스)
- 방시우 - 메디슨(패티 구겐하임)